# Jessica Segura
Jessica Janette Segura Sánchez (Ciudad de México, 22 de enero de 1983) conocida como Jessica Segura es una actriz mexicana. Es conocida por su papel de Tecla en la serie Una familia de diez, creada por Jorge Ortiz de Pinedo, y por ser la chica policía en los comerciales de Sabritas del 2012 y 2013, al lado del actor cubano William Levy.

## Trayectoria artística
Comenzó sus estudios de actuación en la Academia de Pedro Camacho Chávez y Alberto Estrella, continuándolo en los talleres del CEA en Televisa. 
Jessica Segura ha participado en telenovelas tales como Valentina, Salomé, Soñadoras, Vivo por Elena, Imperio de cristal y Velo de novia, así como en programas de comedia como Chiquilladas, Desde Gayola y Una familia de diez, y unitarios como Mujer, casos de la vida real, Se Vale y Club Disney México.
Hizo su debut en el cine con la cinta El tigre de Santa Julia y en 2008 participó en Quemar las naves del director Francisco Franco Alba. Además, tuvo una participación en el programa Guerra de chistes.
Apareció en la primera y segunda temporada de la serie Una familia de diez, interpretando el personaje de Tecla. Segura se casó en 2013 con su pareja Mario Pazos.

## Filmografía

### Telenovelas
- Amor De Medios Hermanos  (2005) - Brenda Jurado- Villana
- Mariana De La Noche (2003) - Marcia Montenegro- Villana
- Salomé  (2002) - Rebeca Santos- villana
- Abrázame Muy Fuerte  (2000-2001) - Raquela - villana
- Siempre Te Amaré  (1999) - Gilda Gómez - villana
- El Noveno Mandamiento (1997) - Clara Duran (Joven) - villana
- Dos Mujeres Un Camino (1994) - Alejandra Monte Garza - villana
- De Frente Al Sol (1991) - Guadalupe - coprotagonista
- Simplemente María (1989-1990) - Natalia - villana
- La Dos Caras De Ana (2006) - Irene Alcaraz Salgado - villana

### Series
- La rosa de Guadalupe (2008) - varios episodios
- Una familia de diez (2007/2019) - Tecla
- Desde Gayola (2003-2005) - Mayalen
- Mujer, casos de la vida real (2002-2004) - Varios episodios
- Club Disney (1995-1997) - Jessica

### Películas
• Violencia en la oscuridad figsa (1995)
- Quemar las naves de Francisco Franco Alba(2008)
- El tigre de Santa Julia (2002)
- Facenet (2012)

### Doblajes
Los tipos malos (2022) - Sr. Tarántula (Doblaje)

### Programas de TV
- Se vale (2012)
- Hoy (2013-actualidad)
- Me caigo de risa (2014-actualidad)
- Inseparables (2019)

### PROGRAMAS DE YOUTUBE
- ENVINADAS: EN MANCUERNA CON MARIANA BOTAS Y DANIELA LUJAN (2022)

## Premios y nominaciones

### Premios TVyNovelas
| Año  | Categoría               | Telenovela         | Resultado |
| ---- | ----------------------- | ------------------ | --------- |
| 2017 | Mejor actriz revelación | Corazón que miente | Nominado  |